# مجتبی منشی‌زاده
مجتبی منشی‌زاده (زادهٔ ۲۰ اسفند ۱۳۳۰) زبان‌شناس ایرانی و استاد دانشگاه علامه طباطبایی است. او پیش‌تر عضو هیئت علمی دانشگاه شهید بهشتی و مؤسس گروه زبان‌شناسی آن دانشگاه بود. حوزه‌های مطالعاتی او تاریخ زبان فارسی، زبان‌های ایرانی و دستور زبان فارسی است.

## تحصیلات
- دکترای فرهنگ و زبان‌های باستانی از دانشگاه تهران، ۱۳۷۳
- کارشناسی ارشد فرهنگ و زبان‌های باستانی از دانشگاه تهران، ۱۳۶۷

## آثار
- مهریشت -تحلیل متن اوستایی- نشر دانشگاه علامه طباطبایی
- آموزش عالی در ایران
- ادبیات ملل مسلمان (ترجمه)
- معنی‌شناسی زبانی (ترجمه)
- زبان، بافت و متن، نوشتهٔ مایکل هَلیدِی و رقیه حسن، ترجمه به‌همراه طاهره ایشانی
- مدرسهٔ کارا: راهنمایی برای مدیران و آموزگاران مدارس، نوشتهٔ راجر اسمیت، ترجمهٔ ریحانه حرم‌پناهی و مجتبی منشی‌زاده

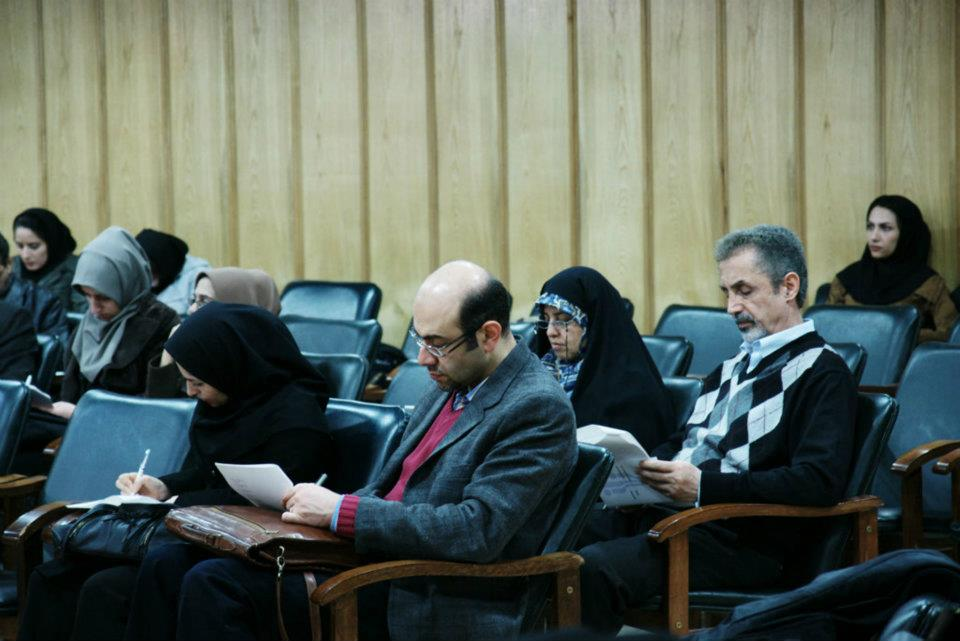
در همایش نحو، بهمن ۱۳۹۰

## سمت‌ها و فعالیت‌ها
- معاون آموزشی و تحصیلات تکمیلیِ دانشکدهٔ ادبیات فارسی و زبان‌های خارجیِ دانشگاه علامه طباطبایی
- مدیر برنامه‌ریزی دانشگاه شهید بهشتی از سال ۱۳۸۱ تا ۱۳۸۴
- استاد اعزامی به دانشگاه ورشو در لهستان